# 9221 Wuliangyong
9221 Wuliangyong eller 1995 XP2 är en asteroid i huvudbältet som upptäcktes den 2 december 1995 av Beijing Schmidt CCD Asteroid Program vid Xinglong-observatoriet. Den är uppkallad efter Wu Liangyong.
Asteroiden har en diameter på ungefär 3 kilometer.